# Bataille de Martyropolis
Guerres perso-byzantines
Batailles
- Amida (502-503)

Guerre d'Ibérie
- Thannuris (528)
- Dara (530)
- Satala (530)
- Callinicum (531)

Guerre lazique
- Phasis (555-556)

Guerre pour le Caucase
- Constantine (582)
- Solachon (586)
- Martyropolis (588)

Guerre de 602 - 628
- Antioche (613)
- Césarée (614)
- Jérusalem (614)
- Égypte (618-621)
- Sarus (625)
- Constantinople (626)
- Tbilissi (627-628)
- Ninive (627)

La bataille de Martyropolis oppose, à l'automne 588, les empires byzantin et sassanide. Elle se déroule à la frontière des deux empires, au niveau de la ville de Martyropolis, aujourd'hui Silvan en Turquie.

## Déroulement
En 588, profitant d'une mutinerie des troupes byzantines d'Orient, révoltées contre le magister militum Priscus, les Perses dirigés par le général Marouzas envahissent le territoire byzantin et attaquent la ville de Constantine d'Osroène. De leur côté, les mutins prennent pour chef un certain Germain (Germanus), duc byzantin de la Phénicie libanaise (Phoenice Libanensis) qui, selon Évagre le Scholastique, « alla au devant d'eux, à la tête de ses troupes, et en fit un si épouvantable carnage, qu'il ne resta personne pour aller porter en leur pays la nouvelle de leur défaite. ». Les Byzantins remportent une brillante victoire sur les Perses qui sont anéantis. Théophylacte Simocatta indique que le général Marouzas fut tué au combat et que, de toute sa nombreuse armée, il ne resta que 4 000 hommes, dont 3 000 furent faits prisonniers avec les principaux officiers, et 1 000 se sauvèrent à Nisibe. Germain envoya à l'empereur Maurice les étendards des Perses avec la tête de Marouzas et les dépouilles les plus précieuses.

## Sources primaires
- Évagre le Scholastique, Histoire ecclésiastique.
- Théophylacte Simocatta, Histoires.